# Équipe cycliste Motala Aif Continental
L'équipe cycliste Motala Aif Continental est une équipe cycliste suédoise, ayant le statut d'équipe continentale depuis 2022.

## Classements UCI
L'équipe participe aux épreuves des circuits continentaux et en particulier de l'UCI Europe Tour. Les tableaux ci-dessous présentent les classements de l'équipe sur les différents circuits, ainsi que son meilleur coureur au classement individuel.
UCI Europe Tour
| UCI Europe Tour | UCI Europe Tour        | UCI Europe Tour                           | UCI Europe Tour |
| Année           | Classement par équipes | Meilleur coureur au classement individuel |                 |
| --------------- | ---------------------- | ----------------------------------------- | --------------- |
| 2022            | 67e                    | Richard Larsén (603e)                     |                 |
| 2023            | 94e                    | -                                         |                 |
|                 |                        |                                           |                 |
| Source : UCI    |                        |                                           |                 |

L'équipe est également classée au Classement mondial UCI qui prend en compte toutes les épreuves UCI et concerne toutes les équipes UCI.
| Classement mondial | Classement mondial     | Classement mondial                        | Classement mondial |
| Année              | Classement par équipes | Meilleur coureur au classement individuel |                    |
| ------------------ | ---------------------- | ----------------------------------------- | ------------------ |
| 2022               | 115e                   | Richard Larsén (800e)                     |                    |
| 2023               | 181e                   | Eric Pedersen (1439e)                     |                    |
| 2024               | -                      | Ville Merlov (965e)                       |                    |
|                    |                        |                                           |                    |
| Source : UCI       |                        |                                           |                    |

## Motala AIF Serneke Allebike en 2022[1]
| Cycliste         | Date de naissance  | Nationalité | Équipe 2021         |  |
| ---------------- | ------------------ | ----------- | ------------------- |  |
| Jacob Ahlsson    | 3 août 1998        | Suède       |                     |  |
| Jonathan Ahlsson | 24 août 2002       | Suède       |                     |  |
| Niklas Jagerstål | 27 juillet 1999    | Suède       |                     |  |
| Carl Kagevi      | 22 janvier 2002    | Suède       |                     |  |
| Linus Kvist      | 10 février 1999    | Suède       |                     |  |
| Richard Larsén   | 8 mai 1990         | Suède       |                     |  |
| Hugo Lennartsson | 14 avril 2003      | Suède       |                     |  |
| Samuel Lord      | 1er septembre 1999 | Suède       |                     |  |
| Edvin Lovidius   | 2 mars 2002        | Suède       | Leopard Pro Cycling |  |
| Filip Mård       | 22 octobre 2003    | Suède       |                     |  |
| Lukas Vernersson | 28 juin 2002       | Suède       |                     |  |